# Štěpán z Kolína
Štěpán z Kolína, latinsky Stephanus de Colonia seu Colinensis, přezdívka Chimera (kolem 1360 Kolín – 28. srpna 1406). byl český teolog, kazatel v Betlémské kapli před Janem Husem a pražský univerzitní mistr. Jan Hus ho nazýval „nejhorlivějším vlastencem“.

## Život
Štěpán z Kolína se narodil okolo roku 1360 v Kolíně. Na Univerzitě Karlově roku 1379 získal bakalářský titul a v roce 1383 titul mistra svobodných umění. Roku 1392 byl Štěpán z Kolína zvolen děkanem artistické fakulty pražské univerzity, posléze se však začal věnovat studiu teologie. V letech 1396–1402 působil jako kazatel v Betlémské kapli. Mezi roky 1397 a 1398 rovněž zastával funkci rektora Karlovy univerzity. K roku 1401 byl jmenován kanovníkem u Všech Svatých. V tomtéž roce je zaznamenán v úřadu kvodlibetáře, který měl na starost vedení slavnostní disputace, jíž se započínal nový rok na univerzitě. 8. března 1402 se Štěpán z Kolína vzdal kazatelství v Betlémské kapli a na jeho návrh se nástupcem stal Jan Hus. Následně byl jmenován arcijáhnem boleslavským, jímž zůstal až do své smrti.
Štěpán z Kolína se s dalšími duchovními stavěl proti přivlastňování majetku sedláků šlechtou odúmrtí. Byl též příznivcem učení Jana Viklefa, ovšem nesouhlasil s ním ve všem, čímž se později inspiroval i Jan Hus.

## Dílo
Dílo Štěpána z Kolína se skládá především z jeho kázání, traktátů menšího rozsahu, úvah či listů a kompilací.
- Actus in Genesim
- Caute ambuletis[1]
- Confessionale – spis o svátosti pokání, o hříších
- Homo quidam fecit magnam cenam[1]
- Lectura super Yzaiam prophetam[1]
- Quaestiones et responsiones diversorum magistrorum excerpte ex diversis decratalibus